# Фридрих Хьолдерлин
Йохан Кристиан Фридрих Хьолдерлин (на немски: Johann Christian Friedrich Hölderlin) е немски поет и писател, един от първите предшественици на романтизма. Автор е на епистоларния роман „Хиперион или отшелникът от Гърция“ („Hyperion, oder der Eremit in Griechenland“), на преводи на трагедиите „Антигона“ и „Едип цар“ от Софокъл, както и на много стихотворения, издадени в сборници за пръв път след смъртта му.

## Живот и творчество
Хьолдерлин е роден през 1770 г. в Лауфен на Некар, Вюртемберг. Учи теология и класически езици в семинарията към Тюбингенския университет, където се сприятелява с Георг Хегел и Фридрих Шелинг. Вдълбочава се в трудовете на Лайбниц, Платон, Клопщок и Спиноза. Там започва да работи върху първите варианти на романа си „Хиперион“. След като завършва университета през 1793 г., той се отказва от свещеническо поприще и работи като частен учител в различни заможни семейства. По това време се запознава с Фридрих Шилер, който публикува първите му стихотворения в своето списание „Neue Thalia“.
През 1795 г. постъпва на работа като частен учител при банкера Якоб Гонтард във Франкфурт на Майн. Хьолдерлин се влюбва в съпругата му Сузете – чийто образ под името Диотима  става основен символ в поезията му – и през 1798 трябва да напусне града. По това време той вече показва признаци на остра хипохондрия, която се засилва след последната му среща със Сузете Гонтард през 1800 г. През 1802 г. става частен учител при консула на Хамбург в Бордо, но малко по-късно напуска. Напразни са усилията му да основе списание, което да „обединява и помирява науката с живота, изкуството с идеала и образованите хора с природата“, както и да са установи в Йена като независим писател. Той се прибира пеш от Франция до дома на майка си, напълно разорен и в напреднал стадий на шизофрения.
След кратък период на известно възстановяване, през 1807 г. състоянието на Хьолдерлин се влошава. Той постъпва в психиатрична клиника, а след това е приет в дома на дърводелеца Ернст Цимер в Тюбинген, където в пълно умопомрачение прекарва останалите 36 години от живота си. До смъртта си продължава да пише странни и често обвеяни от гениалност стихове, които подписва с измисленото име Скарданели.

## Влияние
Творчеството на Фридрих Хьолдерлин е проникнато от идеите и образите на класическата древност, но е повлияно и от стремежите и идеалите на Френската революция. Поетът вижда смисъла на изкуството във възпитанието на нов човешки род „на следващото столетие“, за да се осъществи хармоничното развитие на личността. Въздействието му се проявява едва върху поезията на XX век, най-вече в творчеството на Стефан Георге, Георг Хайм и Георг Тракл.
Средина на живота
С жълти круши

И пълен с диви рози

Брегът проблясва в езерото,

Вие, дивни лебеди,

Пияни от целувки,

Потапяте глави

В свещенотрезвата вода.

Горко ми, ах, къде цветята ще намеря,

Зима щом настъпи, а къде ще са

На слънцето лъчите

И на земята сенките?

Стени се извисяват

Безмълвни и студени, посред вихъра

Проскърцват ветропоказатели.

1802 

## Признание
През 1983 г. град Бад Хомбург фон дер Хьое учредява в чест на поета престижната литературна награда „Фридрих Хьолдерлин“. Едноименна награда е учредена и през 1989 г. от университетския град Тюбинген.

## На български
- Фридрих Хьолдерлин, Божествен огън, лирика. Подбрал и претворил от немски Кръстьо Станишев, с рисунки на Роман Кисьов. ИК Агрипина, София, 2000 г., 96 с.
- Фридрих Хьолдерлин, Хиперион. Превод от немски Иво Милев. София: Агенция Вила, 2003, 303 с. (ISBN 954-91225-3-0)
- Фридрих Хьолдерлин, „Химни“ и „Напеви нощем“, в превод на Коста Бенчев, електронно списание „Кръстопът“, 7 юли 2015 г.
- Поезия от Хьолдерлин Архив на оригинала от 2016-03-06 в Wayback Machine., в превод на Венцеслав Константинов
- Фридрих Хьолдерлин, „Хирон“, „Възпоменание“, „Половина на живота“, „Раздялата (Втора редакция)“, „Емпедокъл“, „Смъртта на Емпедокъл. Трета редакция“ (фрагмент), в превод на Владимир Сабоурин